# María de Navas
María di Navas (Milano, 1666 – Madrid, 5 marzo 1721) è stata un'attrice teatrale italiana.
Anche conosciuta come "La Milanese" fu anche autrice (o imprenditrice teatrale) e visse in Spagna nell'ultimo quarto del XVII secolo e all'inizio XVIII del secolo .
Il suo genio e la frenetica attività professionale diedero luogo a una falsa autobiografia in forma di libello dove, con la scusa di difenderla, la si attaccava come donna e come attrice.

## Biografia
Nata nella Milano del 1666, María, una più delle note  "figlie della commedia" del secolo XVII, crebbe in una piccola famiglia di attori imparando il mestiere sotto l'indirizzo del  padre, Alonso di Navas. Cominciò come <i>sostituta</i> nella società della lega dove lavorava il padre stesso che, ad aprile di 1678, da Milano si trasferì a Barcellona. Quello stesso anno, María e suo padre si trasferirono nella società di José Verdugo, con il quale lavorarono nella stagione 1679-1680, a Valencia, Alonso di Navas come segundas barbas e María come quarta o quinta dama. La giovane iniziò la propria vita professionale sul palcoscenico di Madrid, ad appena dodici anni, nella società di Agustín Manuel di Castiglia, prima di spostarsi a Valencia. Secondo le notizie giunteci, María di Navas si svincoló della relazione con il suo padre in giovanissima età. Come molte attrici dell'epoca, María di Navas svolse l'attività teatrale per conto proprio, senza  dipendenze dagli uomini: padre, fratelli o mariti.

### Vita personale
María di Navas si sposò tre volte, contando il primo matrimonio che fu immediatamente annullato dopo aver scoperto che il fidanzato prima di diventare attore aveva preso i voti da frate. Si sposò la seconda volta con l'attore Francisco Moreno, che apparteneva alla Confraternita della nostra Signora della Nona. Il matrimonio di cui ci è giunta più documentazione, però, è stato il terzo, quello con il suggeritore Ventura di Castro, che conobbe quando entrambi lavoravano nelle società degli importanti imprenditori teatrali  Rosendo López di Estrada (1686) e Agustín Manuel di Castiglia (1688). Anche se la relazione fu intermittente e nel 1707 María di Navas ancora risultava come moglie di Ventura di Castro, quello certo è che nel 1700 si erano già separati, informazione che ricaviamo dal fatto che quell'anno l'attrice lasciò il teatro per entrare in un convento, a Madrid (da dove uscì pochi mesi dopo).[4]

### Ritorno in scena. Imprenditrice teatrale
Il suo ritornò nel mondo dello spettacolo fu come imprenditrice teatrale di una società che nel 1702 comprendeva un músico, un apuntador, un gracioso, un segundo barba, un guardarropa, una segunda dama, una tercera dama, una cuarta dama, e una quinta dama;[5] elenco che a quel tempo era la formazione ideale di una compagnia teatrale attiva. Ma la sua condizione di donna non le avrebbe permesso di svolgere con continuità il ruolo di autrice-imprenditrice.
Nella seconda metà dell'agosto del 1702, María di Navas si trasferì a Morella per le feste del sexenio. Nel 1704, tornò a Valencia, dove si incontra con uno dei suoi due fratelli —anche lui autore teatrale—, ma lavorando ognuno nella sua società. Il 1° di aprile del 1704, a Madrid su richiesta di Felipe V, María di Navas dovette sciogliere il suo gruppo teatrale.

## Donne vestite da uomo
Casiano Pellicer nel suo Trattato storico sull'origine e progresso della commedia e dell'histrionismo in Spagna elenca i nomi di alcune distaccate attrici comiche molto popolari che impersonificavano uomini, così per esempio: Francisca Baltasara o «La Baltasara», Bárbara Colonnello, Jusepa Mucca, Micaela Fernández, Francisca Vallejo, Ana Muñoz, Juana di #Villalba, e anche María di Navas. La dottoressa Lola González, forse la maggiore autorità sulla figura di María, aggiunge a quelle già citate da Pellicer, i nomi di María di Córdoba («Amarilis»), María Quiñones, Manuela Escamilla, María Alvarez di Toledo «la Perendenga», Francisca Bezón «la Bezona», Isabel di Castro, Fabiana Laura, Eufrasia María Regna, Andrea di Salazar, Serafina Manuela, Antonia Manuela Sevillano e Margherita Zuazo, tra le altre.

### Fama e libello
María di Navas, come molte attrici comiche della sua epoca, dovette far fronte a diversi scandali. I documenti, la maggioranza libelli tendenziosi, menzionavano, il conflitto amoroso che le valse l'esilio da Valencia, quando andò a rifugiarsi a Cadice (dove secondo le cattive lingue ebbe un affare forte con "Florisel", arpista della società nella quale lavorava.[11]
Più grave è stato quello accaduto a Madrid quando era la prime dame della società di Agustín Manuel di Castiglia. Senza che ci fosse stato un avviso, María fuggì della Villa il 7 di novembre del 1694, per ragioni che il libello dedicato alla sua vita e lavoro non specifica ma che lascia intendere come molto importanti.[5] Quella fuga le impedì rispettare i suoi contratti con i corrales di Madrid durante due stagioni teatrali (tra gli anni 1691 a 1694).
Anche se la Cofradía de Nuestra Señora de la Novena, a cui erano associati tutti i teatranti di Madrid dell'epoca, non registra il dato, gli studi su María di Navas emerge come data della sua morte il 5 di marzo di 1721, approssimativamente a 45 anni di età.[12]

### Annotazioni
1. ↑  Activo entre 1639 y 1680, actor y músico (intérprete de arpa) [Attivo tra il 1639 e il 1680, attore e musicista ("arpista")]
2. ↑  La Cofradía era l'equivalente del "sindacato degli attori" del Secolo d'Oro spagnolo, in uno dei quali Cabildos, quello del 28 marzo 1683, viene menzionato il suo nome..

### Fonti
1. ↑  
 Lola González, María de Navas, noticia biográfica de una controvertida actriz de la escena española de finales del siglo XVII, in Estudios sobre el teatro del Siglo de Oro, Scriptura, n. 17, 2002,  pp. 177-209. URL consultato il febbraio 2015.
2. ↑  Sanz Ayán, C. y García García, B.J., "El oficio de representar en España y la influencia de la comedia dell'arte (1567-1587)", Cuadernos de Historia Moderna, 16 (1995), pp. 475-500.
3. ↑  Teresa Ferrer Valls: "La incorporación de la mujer a la empresa teatral: actrices, autoras y compañías en el Siglo de Oro", en F. Domínguez Matito y J. Bravo Vega (editores), Calderón entre veras y burlas. Actas de las II y III Jornadas de Teatro Clásico de la Universidad de La Rioja (7-9 de abril de 1999 y 17-19 de mayo 2000), Logroño, Universidad de La Rioja, 2002, pp. 139-60.
4. ↑   Casiano Pellicer, Tratado histórico sobre el origen y progreso de la comedia y del histrionismo en España con las censuras teológicas, reales resoluciones y providencias del Consejo supremo sobre comedias, a cura di José María Díez Borque, Barcelona: Labor, 1975, 1804, ISBN 84-335-9816-3.
5. ↑   "Mujer y empresa teatral en la España del Siglo de Oro. El caso de la actriz y autora María de Navas". Lola González. (archiviato dall'url originale il 13 luglio 2020). Universidad de Lérida.
6. ↑   Luciano García Lorenzo: Autoras y actrices en la historia del teatro español. Estudio de Catalina Buezo en pags. 271- 286. Consultado en febrero de 2015
7. ↑   Catalina Buezo: Prácticas festivas en el teatro breve del siglo XVII. Consultado en febrero de 2015